# 微突鸟属
微突鸟属（学名：Tytthostonyx）是种史前海鸟，遗骸发现于备受争议、横跨距今6600万年白堊紀—古近紀界線的霍纳斯敦组，可能与某些现生鸟类，如鹱形目和（或）鹈形目的祖先近缘。属下仅含一个物种：海绿石微突鸟（Tytthostonyx glauconiticus）。
该属被放在自己的微突鸟科（Tytthostonychidae）中。